# Ungerns Grand Prix 2015
Ungerns Grand Prix 2015, officiellt Formula 1 Pirelli Magyar Nagydíj 2015, var en Formel 1-tävling som hölls den 26 juli 2015 på Hungaroring i Budapest, Ungern. Det var den tionde tävlingen av Formel 1-säsongen 2015 och kördes över 69 varv.
Daniel Ricciardo var regerande vinnare, men Lewis Hamilton kom till loppet med ledning i världsmästerskapet, före stallkamraten Nico Rosberg. Under lördagens kvalificering tog Hamilton sin  nionde pole position för säsongen av tio möjliga.
De båda Ferrari-förarna Sebastian Vettel och Kimi Räikkönen tog ledningen på första varvet. Ett händelserikt lopp med många misstag från Mercedes-förarna ledde till att de bara blev sexa och åtta. Istället blev det Vettel som vann och de båda Red Bull-förarna Daniil Kvyat och Daniel Ricciardo som tog de återstående pallplatserna.

## Rapport

### Bakgrund

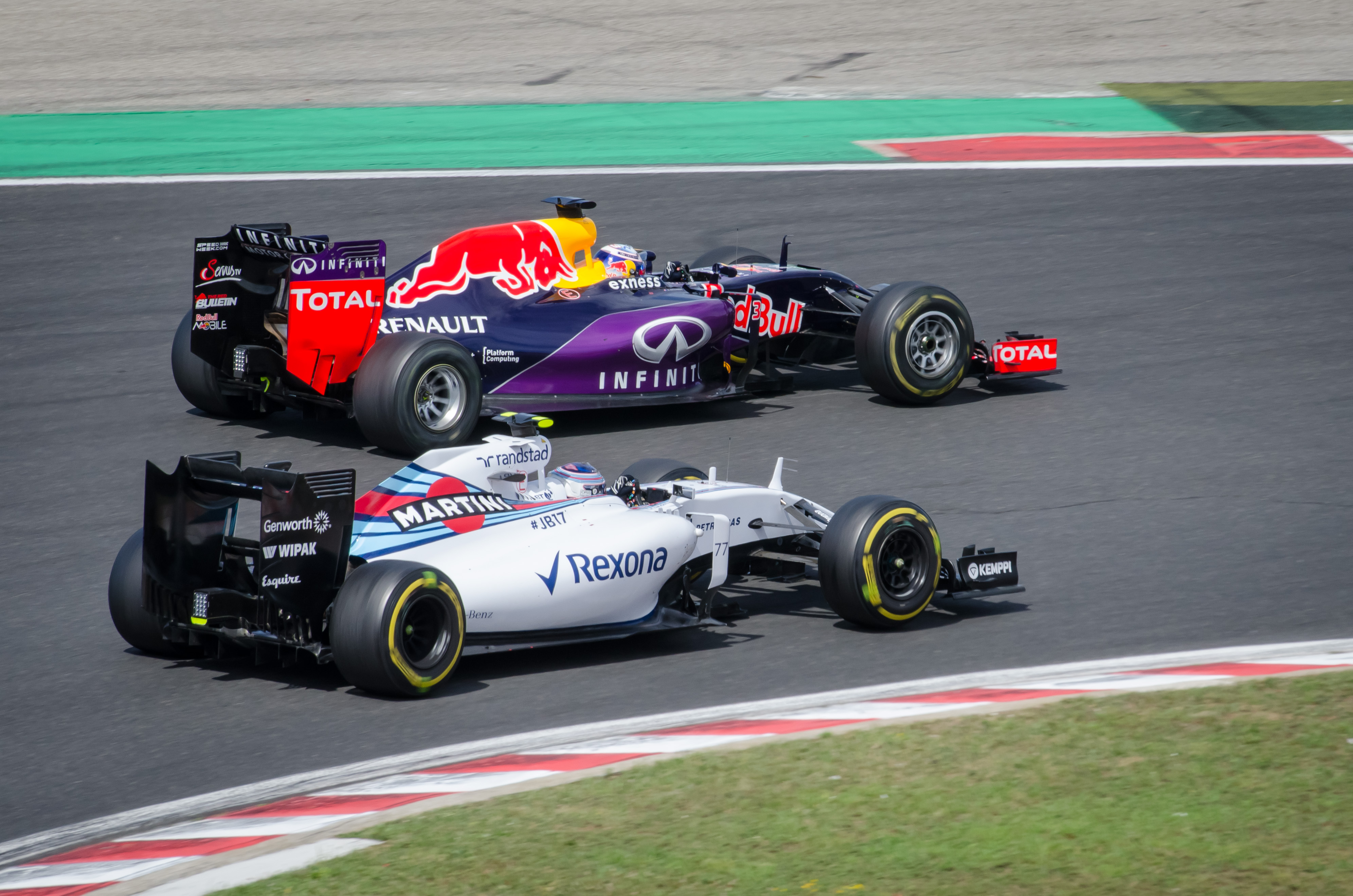
Hashtagen #JB17, till minne av Jules Bianchi, syns på Valtteri Bottas bil när han tävlar mot Daniil Kvyat.

Ungerns Grand Prix 2015 var det första F1-loppet efter Marussia-föraren Jules Bianchis bortgång. Bianchi avled den 17 juli till följd av de skador han ådrog sig under en krasch i Japan 2014. Förarna och teamen hedrade Bianchi i form av meddelanden på hjälmarna och bilarna. En tyst minut hölls innan starten av loppet, då förarna och Jules föräldrar, bror och syster ställde sig i en ring med Bianchis hjälm i mitten.
Däcktillverkaren Pirelli valde de mjuka (soft) och mediummjuka (medium) däcken till tävlingen, precis som året innan. Jämfört med föregående år hade några mindre ändringar genomförts på banan. Bland annat hade däcksbarriären i utgången av kurva 14 förbättrats samt att man tog bort en hög kerb från kurva 6 (chikanen) i syfte att undvika att bilarna skulle riskera att lyfta.
Inför helgen hade Lewis Hamilton ledningen i förarmästerskapet med 194 poäng, 17 mer än hans närmaste konkurrent, stallkamraten Nico Rosberg. Trea var Sebastian Vettel på 135 poäng och fyra Valtteri Bottas på 77 poäng. I konsktuktörsmästerskapet ledde Mercedes före Ferrari och Williams.

### De fria träningspassen
Den fria träningen bestod av två 90 minuter långa pass på fredagen 10:00–12:30 och 14:00–15:30 lokal tid, och ytterligare ett 60 minuter långt pass på lördagen mellan 11:00–12:00. Lewis Hamilton var snabbast under första träningspasset, en tiondel före stallkamraten Nico Rosberg och nästan sju tiondelar före Kimi Räikkönen. De båda Red Bull Racing-förarna Daniel Ricciardo och Daniil Kvyat var fjärde respektive femte snabbast, före Sebastian Vettel, som missade första halvtimmen på grund av tekniska problem i sin Ferrari.
En timme in i träningen rödflaggades passet efter att Sergio Pérez kraschat våldsamt mellan kurva 11 och 12. Hjulupphängningen på höger bak brast på Pérez Force India och han kraschade rakt in i muren, innan han voltade ett halvt varv. Strax efter kraschen tog han sig ut ur bilen och visade sig vara oskadd. Träningen fortsatte efter en kvart, men rödflaggades igen när Räikkönens framvinge lossnade i kurva 12. Två tävlingsförare överlät sina bilar till fredagsförare: Jolyon Palmer ersatte Romain Grosjean i Lotus-bilen och Fabio Leimer, som gjorde träningsdebut i Formel 1, ersatte Roberto Merhi i Manor.
Till följd av Pérez krasch körde Force India inte i den andra träningen, utan valde istället att utreda orsaken till kraschen. Hamilton toppade resultatlistan igen, före Kvyat, Ricciardo och Rosberg. Trots att Ricciardo var tredje snabbast var träningen inte problemfri, han var tvungen att avbryta träningen i förtid på grund av ett motorras. McLaren, som hade haft en besvärlig säsong dittills visade sig vara mer konkurrenskraftiga då Fernando Alonso var åtta och Jenson Button tolva.
Under det tredje träningspasset deltog samtliga förare och stall. Hamilton hade återigen den snabbaste tiden. Tidsmarginalen ner till tvåan, stallkamraten Rosberg, var mindre än en hundradel. Vettel var tredje snabbast, medan stallkamraten Räikkönen bara kom på sextonde plats då en vattenläcka stoppat honom från att göra snabba varv trots de mjuka däcken.

### Kvalificeringen

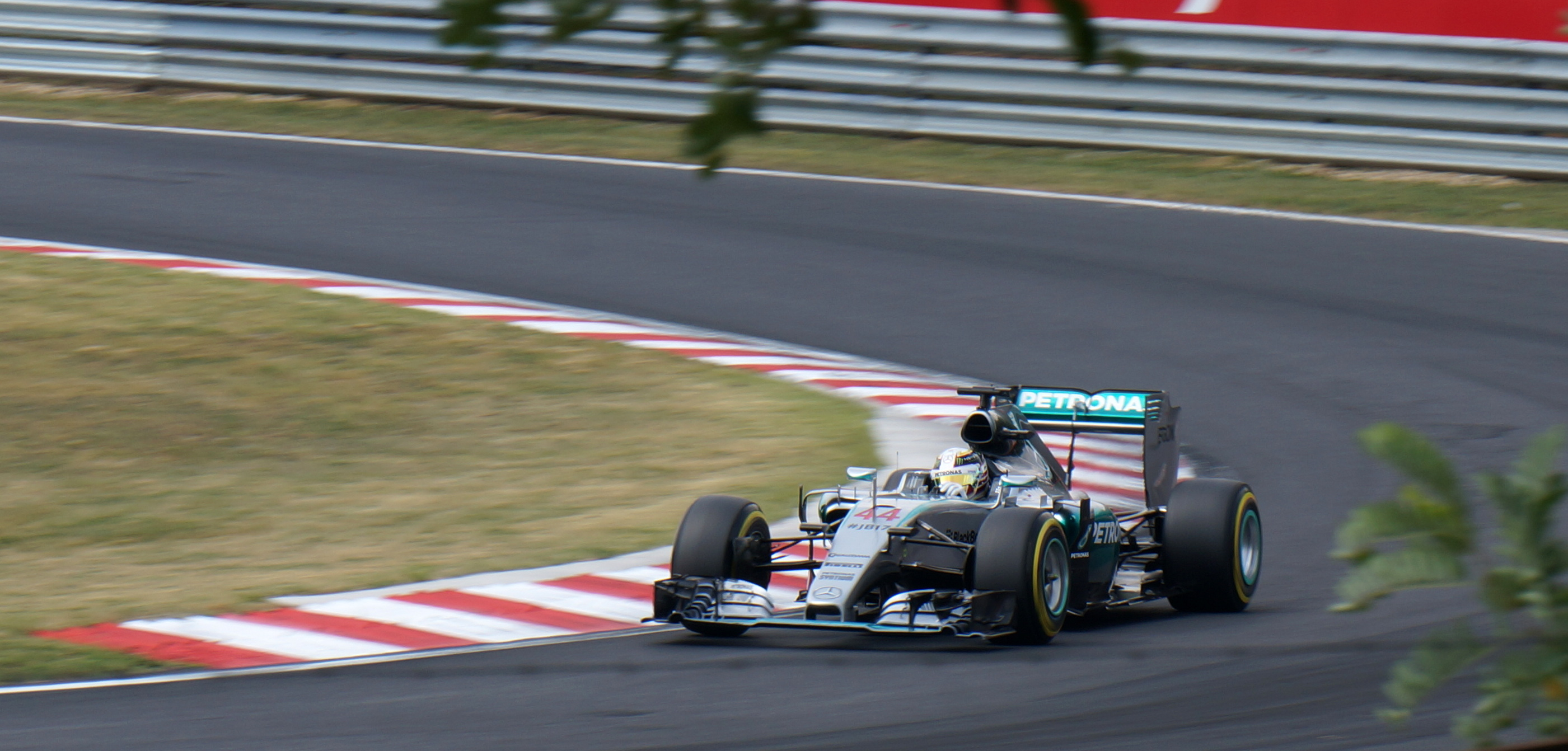
Lewis Hamilton tog sin nionde pole position för året.

Kvalet bestod av tre pass: Det första 18 minuter långt, det andra 15 minuter långt och det tredje 12 minuter långt. I den första kvalomgången åkte fem bilar ut, vilka var McLaren-Hondas Jenson Button, Sauber-Ferraris Marcus Ericsson och Felipe Nasr, samt Marussia-Ferraris Roberto Merhi och Will Stevens. Red Bull Racings Daniel Ricciardo, som var tolfte snabbast, var den enda som inte använde de mjuka däcken.
Den andra kvalomgången rödflaggades när Fernando Alonsos McLaren-Honda tappade drivningen i slutet av varvet. Alonso och ett gäng funktionärer knuffade bilen in i depån men spanjoren kunde inte fortsätta kvalet. Lewis Hamilton toppade passet, med stallkamraten Rosberg på andra plats. Förutom Alonso, som kom sist i passet, var de eliminerade förarna i fallande ordning; Nico Hülkenberg, Carlos Sainz, Jr., Sergio Pérez och Pastor Maldonado.
Tio bilar återstod inför det sista passet där de skulle göra upp om de främsta startpositionerna. Lewis Hamilton var snabbast även här och tog därmed pole position, före stallkamraten Nico Rosberg, som var näst snabbast. På tredje plats kom Ferraris Sebastian Vettel, precis före sin forna stallkamrat Daniel Ricciardo, som var en av kvalets stora överraskning. Efter Ricciardo placerade sig Kimi Räikkönen, Daniil Kvyat, Felipe Massa samt de mindre väntade förarna Max Verstappen och Romain Grosjean.

### Loppet

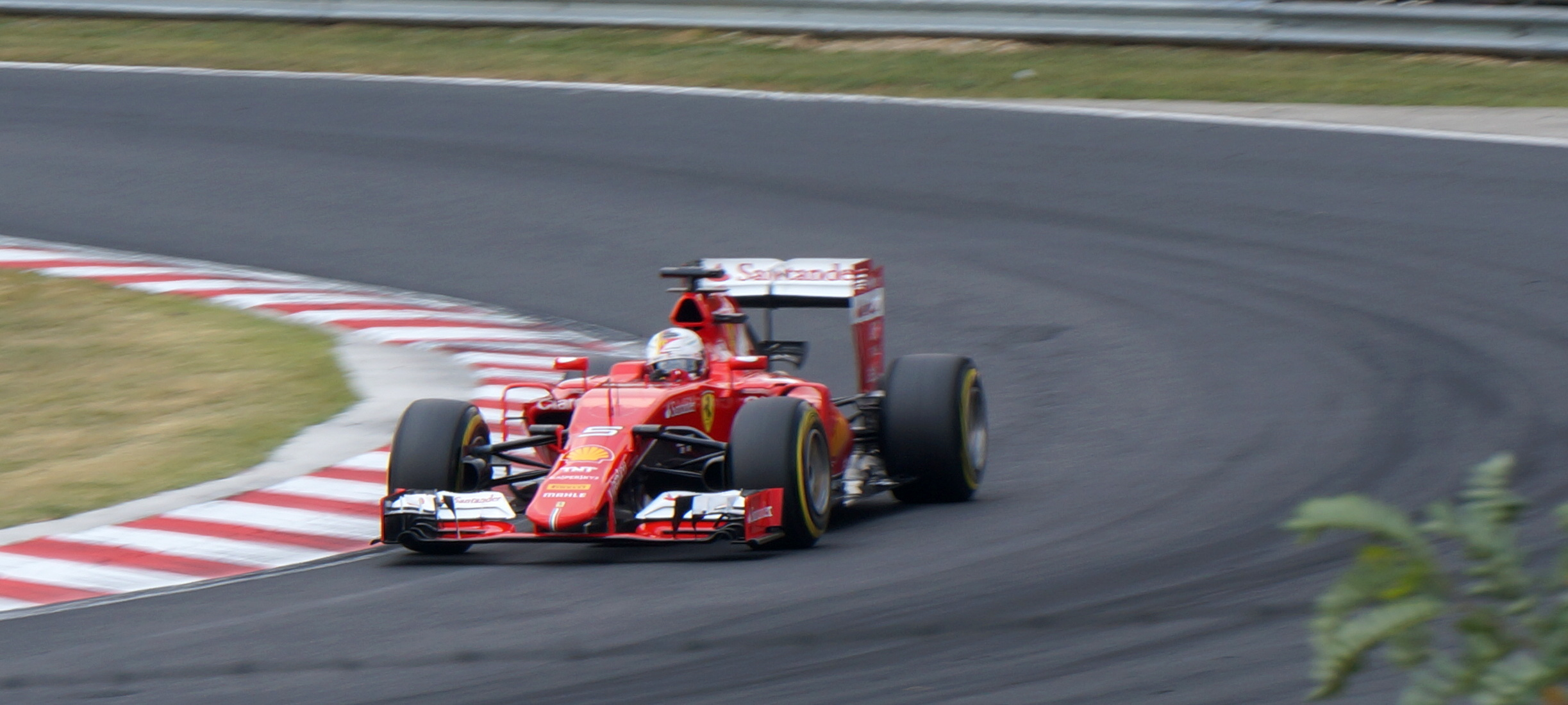
Sebastian Vettel vann loppet.

Efter formationsvarvet hade Felipe Massa ställt sig i fel startruta på startgriden. Detta ledde till att tävlingsledaren Charlie Whiting tog beslutet att förarna skulle köra ett extra formationsvarv, vilket därmed innebar att loppet förkortades med ett varv. Massa fick en 5-sekundersbestraffning för förseelsen.
De båda Ferrari-förarna Sebastian Vettel och Kimi Räikkönen gjorde betydligt bättre starter än Mercedes-förarna, vilket gjorde att de kunde ta täten. I chikanen körde Hamilton av och tappade till tionde plats. Längre bak i fältet tjänade Nico Hülkenberg sex platser i första kurvan, från elfte till femte plats. Bottas och Ricciardos bilar touchade i varandra, vilket skickade australiern till sjätte plats medan Bottas höll fjärde plats. Under de inledande varven tjänade Hamilton inte några placeringar, men under det tionde varvet kom han förbi Massa och tre varv senare även Pérez.
De första depåstoppen gjordes på det fjortonde varvet. Bottas och Ricciardo var de första att komma in följt av Massa ett varv senare, som även tog sin bestraffning. På det artonde varvet hade Vettel ledningen, 2,7 sekunder före Räikkönen, som i sin tur hade Rosberg 7 sekunder bakom sig. Räikkönen tappade en av kamerorna på framvingen i chikanen på det nittonde varvet, men valde att inte byta vingen. På samma varv kolliderade Pastor Maldonado och Sergio Pérez i första kurvan, men båda kunde fortsätta. Maldonado ansågs vara vållande till incidenten och fick ett drive-through-straff.
När Hamilton kom in i depån på det tjugonde varvet lyckades han komma förbi Bottas för femte plats. Rosberg gick i depå ett varv senare och valde det hårdare däcket. De båda Ferrari-bilarna och Ricciardo gick i depå på det följande varvet. Samtidigt blev Romain Grosjean den andra Lotus-föraren att få en bestraffning. Grosjean fick ett tidstillägg på 5 sekunder för att ha kört ut ur depåboxen på ett farligt sätt. Hamilton, som blev uppehållen av Ricciardo på hårda däck, lyckades passera australiern på varv 29, och låg därmed på fjärde plats. På varv 33 hade Vettel sju sekunders ledning på Räikkönen, med Rosberg ytterligare tjugo bakom. Rosberg hade åtta sekunders ledning på stallkamraten Hamilton, som började komma ikapp Rosberg.

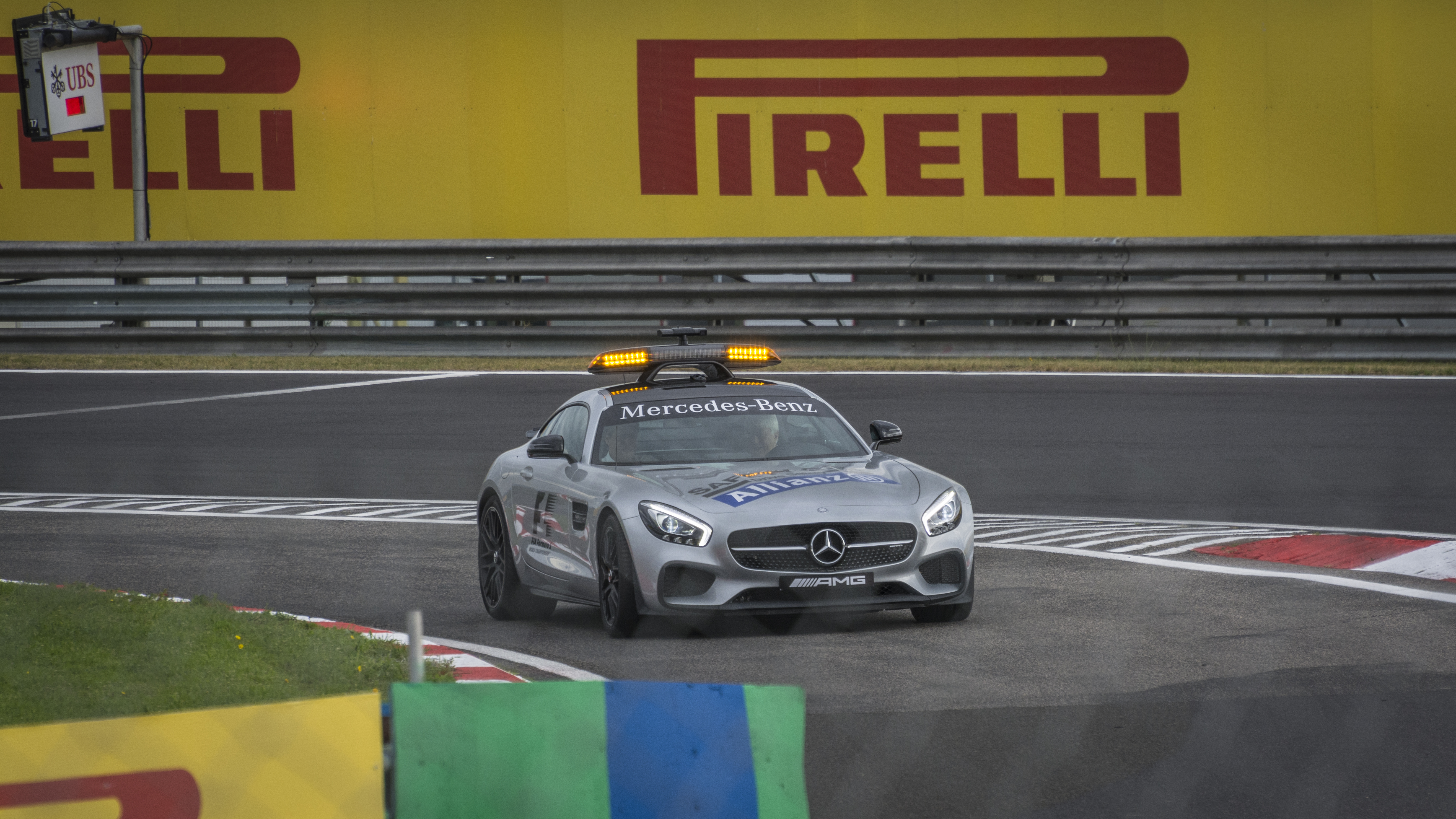
Säkerhetsbilen kallades ut efter Nico Hülkenbergs krasch.

På varv 42 började Kimi Räikkönen uppleva motorproblem i sin Ferrari, vilket visade sig vara ett haveri i uppladdningssystemet. Varvade Fernando Alonso kunde ovarva sig själv och Rosberg närmade sig Kimi. Varvet efter tappade Hülkenberg framvingen på sin Force India-bil och kraschade i hög fart i första kurvan. Den virtuella säkerhetsbilen skickades ut och de båda Mercedes-förarna gick i depå. Varvet efter skickades den riktiga säkerhetsbilen ut på grund av alla kolfiberrester som låg på banan, och de båda Ferrari-förarna gick i depå.
Vid omstarten attackerade Ricciardo Hamilton in i kurva 1, vilket ledde till en sammanstötning i vilken Hamilton skadade sin framvinge. Hamilton ansågs vara vållande till incidenten och fick ett drive-through-straff. Samtidigt lyckades både Rosberg och Ricciardo passera Räikkönen, som fick allt större problem med motorn. Längre bak skar Verstappen sönder Bottas ena bakdäck med framvingen, vilket tvingade finländaren i depå. Kimi gick i depå på varv 53 och försökte nollställa motorn genom att stänga av den, men tvingades ändå bryta några varv senare. Även Sainz tvingades bryta ytterligare några varv senare. Maldonado fick två straff till i slutet av loppet, det ena för att ha kört för fort i depån och det andra för omkörning bakom säkerhetsbilen. Verstappen fick även han ett drive-through-straff, för kollisionen med Bottas.
På varv 63 (av 69) var topptrion Vettel, Rosberg och Ricciardo inom 1,5 sekunder, medan mästerskapsledaren Hamilton körde om Ericsson för åttonde plats. När Ricciardo försökte passera Rosberg ett varv senare kolliderade de två och Ricciardo skadade sin framvinge, medan Rosberg fick punktering och båda tvingades gå in i depån. Ricciardo tappade till tredje plats, medan Rosberg, som tvingades köra ett helt varv med punktering, tappade ner till bakom Hamilton.

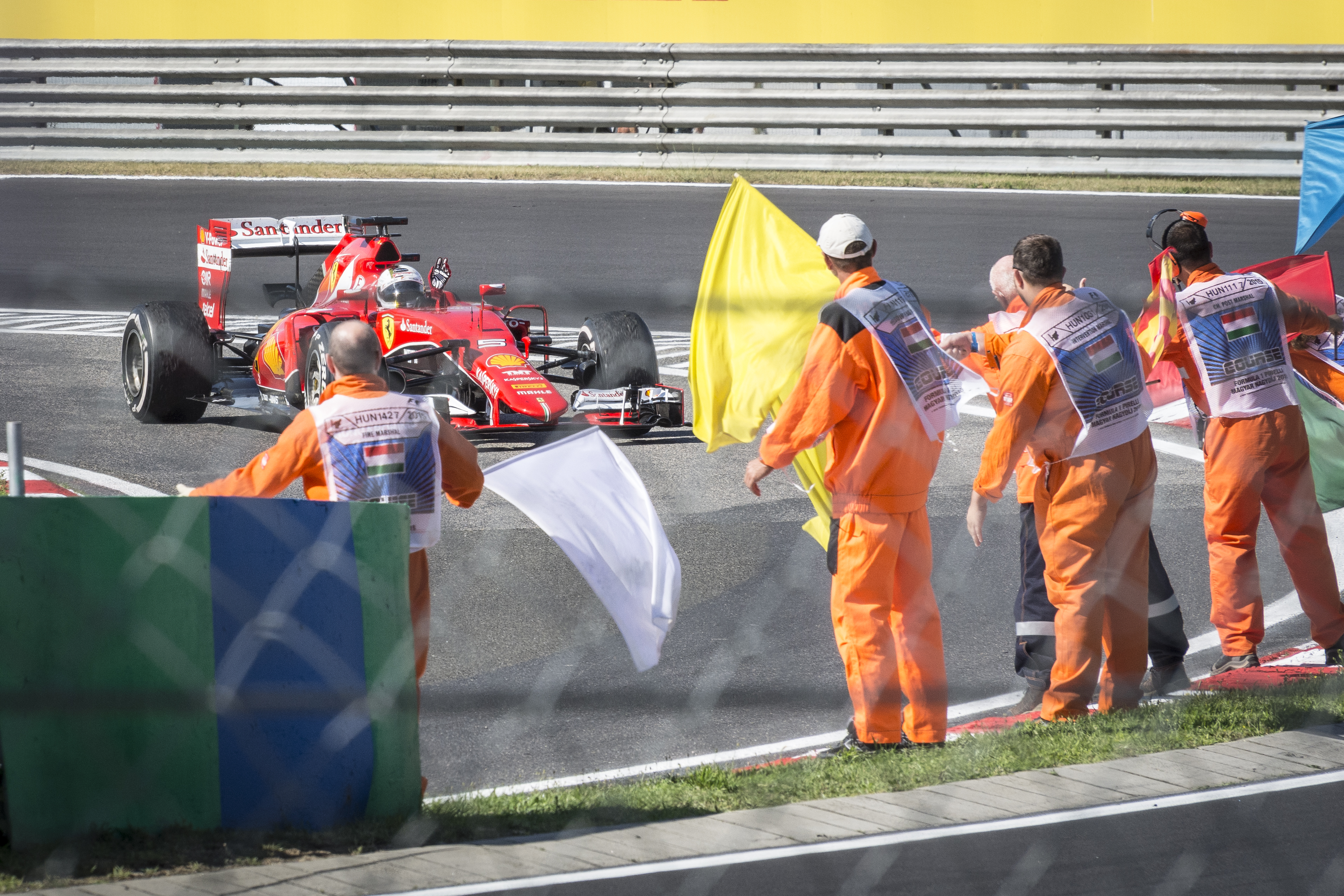
Vettel firar sin seger tillsammans med banfunktionärerna.

Vettel, som hade ledningen i 68 av 69 varv, vann loppet, före Daniil Kvyat, som trots en 10-sekundersbestraffning tog sin första pallplats i Formel 1, och blev därmed den näst yngsta föraren som gjort det bakom just Vettel. På tredje plats kom Kvyats stallkamrat Ricciardo, som lyckades ta tredjeplatsen trots det extra depåstoppet i slutet. 17-årige Max Verstappen tog sin bästa placering någonsin, trots ett drive-through-straff. Fernando Alonso blev oväntat nog femma i McLaren-Hondan, vilket var hans bästa placering under säsongen dittills. På sjätte plats kom VM-ledande Hamilton, vars stallkamrat Nico Rosberg blev åtta. Mellan de båda Mercedes-förarna kom Romain Grosjean, och på nionde plats kom den andra McLaren-bilen med Jenson Button. Sista poängplats tog svenske Marcus Ericsson, som gjorde ett bra lopp i Sauber-bilen.

### Efter loppet
Sebastian Vettel tillägnade sin seger till den nyligen bortgångne Jules Bianchi, och sade över radion efter loppet att "Tack Jules, du kommer alltid att finnas i våra hjärtan och vi alla vet att du förr eller senare hade varit en del av denna familjen". På presskonferensen efter loppet sade tvåan Daniil Kvyat att han för första gången förstod vad ordspråket ge aldrig upp betyder, medan trean Daniel Ricciardo kallade loppet för "en galen tävling", men sade även att "det är på det här sättet Jules hade velat ha det".
Lewis Hamilton kallade loppet för "en riktigt dålig prestation av mig". Han fortsatte med att säga att: "Jag vet inte om det var brist på koncentration eller vad. Jag pressade ända till slutet men det fanns så många hinder. Det var som om det fanns två olika håll att gå åt och varje gång gick jag fel.

## Resultat

### Kvalet
| KR. | Nr | Förare            | Konstruktör          | Q1       | Q2        | Q3       | Grid |
| --- | -- | ----------------- | -------------------- | -------- | --------- | -------- | ---- |
| 1   | 44 | Lewis Hamilton    | Mercedes             | 1.22,890 | 1.22,285  | 1.22,020 | 1    |
| 2   | 6  | Nico Rosberg      | Mercedes             | 1.22,979 | 1.22,775  | 1.22,595 | 2    |
| 3   | 5  | Sebastian Vettel  | Ferrari              | 1.23,312 | 1.23,168  | 1.22,739 | 3    |
| 4   | 3  | Daniel Ricciardo  | Red Bull-Renault     | 1.24,408 | 1.23,230  | 1.22,774 | 4    |
| 5   | 7  | Kimi Räikkönen    | Ferrari              | 1.23,596 | 1.23,460  | 1.23,020 | 5    |
| 6   | 77 | Valtteri Bottas   | Williams-Mercedes    | 1.23,649 | 1.23,555  | 1.23,222 | 6    |
| 7   | 26 | Daniil Kvyat      | Red Bull-Renault     | 1.23,587 | 1.23,597  | 1.23,332 | 7    |
| 8   | 19 | Felipe Massa      | Williams-Mercedes    | 1.23,895 | 1.23,598  | 1.23,537 | 8    |
| 9   | 33 | Max Verstappen    | Toro Rosso-Renault   | 1.24,032 | 1.23,781  | 1.23,679 | 9    |
| 10  | 8  | Romain Grosjean   | Lotus-Mercedes       | 1.24,242 | 1.23,805  | 1.24,181 | 10   |
| 11  | 27 | Nico Hülkenberg   | Force India-Mercedes | 1.24,115 | 1.23,826  |          | 11   |
| 12  | 55 | Carlos Sainz, Jr. | Toro Rosso-Renault   | 1.24,623 | 1:23,869  |          | 12   |
| 13  | 11 | Sergio Pérez      | Force India-Mercedes | 1.24,444 | 1.24,461  |          | 13   |
| 14  | 13 | Pastor Maldonado  | Lotus-Mercedes       | 1.23,895 | 1.24,609  |          | 14   |
| 15  | 14 | Fernando Alonso   | McLaren-Honda        | 1.24,563 | Ingen tid |          | 15   |
| 16  | 22 | Jenson Button     | McLaren-Honda        | 1.24,739 |           |          | 16   |
| 17  | 9  | Marcus Ericsson   | Sauber-Ferrari       | 1.24,843 |           |          | 17   |
| 18  | 12 | Felipe Nasr       | Sauber-Ferrari       | 1.24,997 |           |          | 18   |
| 19  | 98 | Roberto Merhi     | Marussia-Ferrari     | 1.27,416 |           |          | 19   |
| 20  | 28 | Will Stevens      | Marussia-Ferrari     | 1.27,949 |           |          | 20   |

| Vidare från första kvalrundan ▬▬ Vidare från andra kvalrundan ▬▬ |

### Loppet
| Pos. | Nr | Förare            | Konstruktör          | Varv | Tid             | Grid | P  |
| ---- | -- | ----------------- | -------------------- | ---- | --------------- | ---- | -- |
| 1    | 5  | Sebastian Vettel  | Ferrari              | 69   | 1:46.09,985     | 3    | 25 |
| 2    | 26 | Daniil Kvyat      | Red Bull-Renault     | 69   | +15,748         | 7    | 18 |
| 3    | 3  | Daniel Ricciardo  | Red Bull-Renault     | 69   | +25,084         | 4    | 15 |
| 4    | 33 | Max Verstappen    | Toro Rosso-Renault   | 69   | +44,251         | 9    | 12 |
| 5    | 14 | Fernando Alonso   | McLaren-Honda        | 69   | +49,079         | 15   | 10 |
| 6    | 44 | Lewis Hamilton    | Mercedes             | 69   | +52,025         | 1    | 8  |
| 7    | 8  | Romain Grosjean   | Lotus-Mercedes       | 69   | +58,578         | 10   | 6  |
| 8    | 6  | Nico Rosberg      | Mercedes             | 69   | +58,876         | 2    | 4  |
| 9    | 22 | Jenson Button     | McLaren-Honda        | 69   | +1.07,028       | 16   | 2  |
| 10   | 9  | Marcus Ericsson   | Sauber-Ferrari       | 69   | +1.09,130       | 17   | 1  |
| 11   | 12 | Felipe Nasr       | Sauber-Ferrari       | 69   | +1.13,458       | 18   |    |
| 12   | 19 | Felipe Massa      | Williams-Mercedes    | 69   | +1.14,278       | 8    |    |
| 13   | 77 | Valtteri Bottas   | Williams-Mercedes    | 69   | +1.20,228       | 6    |    |
| 14   | 13 | Pastor Maldonado  | Lotus-Mercedes       | 69   | +1.25,142       | 14   |    |
| 15   | 98 | Roberto Merhi     | Marussia-Ferrari     | 67   | +2 varv         | 19   |    |
| 16   | 28 | Will Stevens      | Marussia-Ferrari     | 65   | Hjulupphängning | 20   |    |
| Ret  | 55 | Carlos Sainz, Jr. | Toro Rosso-Renault   | 60   | Bränsletryck    | 12   |    |
| Ret  | 7  | Kimi Räikkönen    | Toro Rosso-Renault   | 57   | Kraftenhet      | 5    |    |
| Ret  | 11 | Sergio Pérez      | Force India-Mercedes | 54   | Bromsar         | 13   |    |
| Ret  | 27 | Nico Hülkenberg   | Force India-Mercedes | 41   | Skada           | 11   |    |

| Förare och stall som tog poäng ▬▬ |

Notering:
1. ↑  Daniil Kvyat fick tio sekunders tidstillägg för att ha kört utanför banan och tjänat på det.[49]

### Ställning efter loppet
|   | Pos. | Förare           | Poäng |
| - | ---- | ---------------- | ----- |
| ▬ | 1    | Lewis Hamilton   | 202   |
| ▬ | 2    | Nico Rosberg     | 181   |
| ▬ | 3    | Sebastian Vettel | 160   |
| ▬ | 4    | Valtteri Bottas  | 77    |
| ▬ | 5    | Kimi Räikkönen   | 76    |

|   | Pos. | Konstruktör          | Poäng |
| - | ---- | -------------------- | ----- |
| ▬ | 1    | Mercedes             | 383   |
| ▬ | 2    | Ferrari              | 236   |
| ▬ | 3    | Williams-Mercedes    | 151   |
| ▬ | 4    | Red Bull-Renault     | 96    |
| ▬ | 5    | Force India-Mercedes | 39    |

- Notering: Endast de fem bästa placeringarna i vardera mästerskap finns med på listorna.